# Zdzisław Beksiński
Zdzisław Beksiński (uttal [ˈzd͡ʑiswaf bɛkˈɕiɲskʲi]), född 24 februari 1929 i Sanok, död 21 februari 2005, var en polsk målare, fotograf, grafiker och tecknare. Han var känd för sina drömlika skildringar av död och apokalyps.

## Biografi
Zdzisław Beksiński var aktiv som fotograf 1953–1960 och tog upp måleri 1955. Han var inspirerad av mellankrigstidens modernism, i synnerhet den franska surrealismen, men blev i slutet av 1950-talet kritisk till avantgardismen som idé och började håna denna i sin konst. Han var övertygad om att den moderna konsten gick mot sitt slut, och att framtiden var en ny form av klassicism med en syntes av till synes motstridiga konstströmningar.
Hans målningar från slutet av 1950-talet och början av 1960-talet har existentialistiskt tema med anspelningar på Rainer Maria Rilkes poesi. Omkring 1960 gjorde han under en period skulpturer med inspiration från Henry Moore. Under andra halvan av 1960-talet fokuserade han på grafik och teckning med erotiska motiv, laddade med dödssymbolik. I slutet av 1960-talet och början av 1970-talet använde han motiv från österländska religioner. Hans målningar från 1980-talet har drömlika och apokalyptiska motiv med inspiration från barockens konst, 1800-talets konst och icke-geometrisk abstraktion. I slutet av 1990-talet började han även att arbeta digitalt.
I februari 2005 hittades Beksiński ihjälhuggen med kniv i sin lägenhet i Warszawa. En 19-årig man som var son till en vän och medhjälpare till Beksiński dömdes till 25 års fängelse för mordet. En 16-årig vän till 19-åringen dömdes till fem års fängelse för medhjälp till mordet.
Under våren 2017 visades på svenska biografer filmen Den sista familjen, som handlar om familjen Beksińskis liv i Warszawa på 1970-talet.

## Galleri

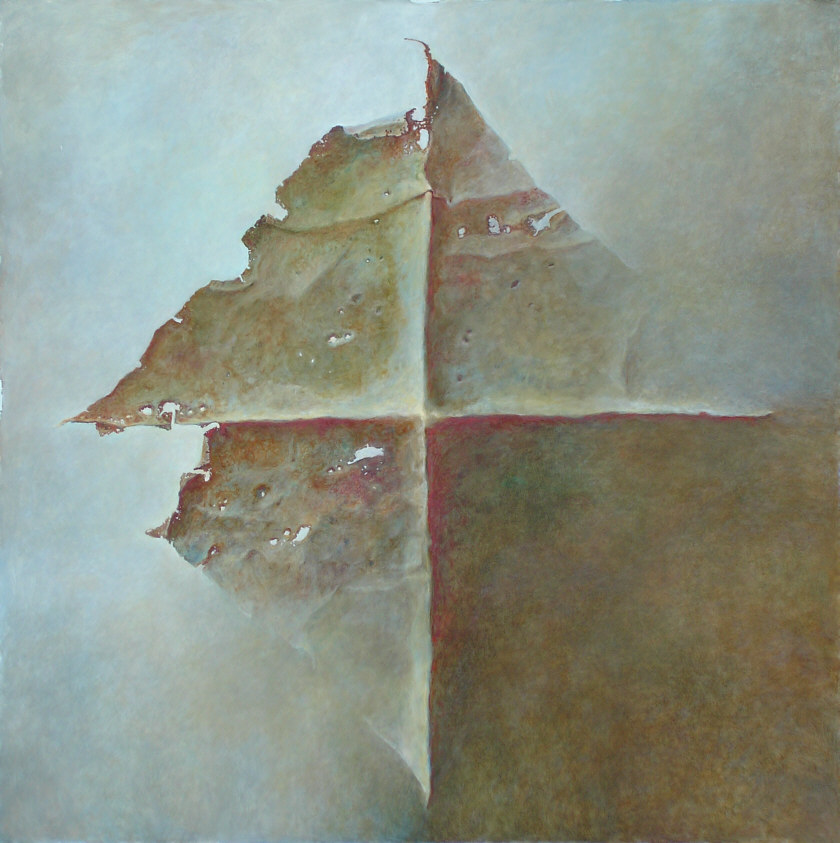
Y av Zdzisław Beksiński 2005.
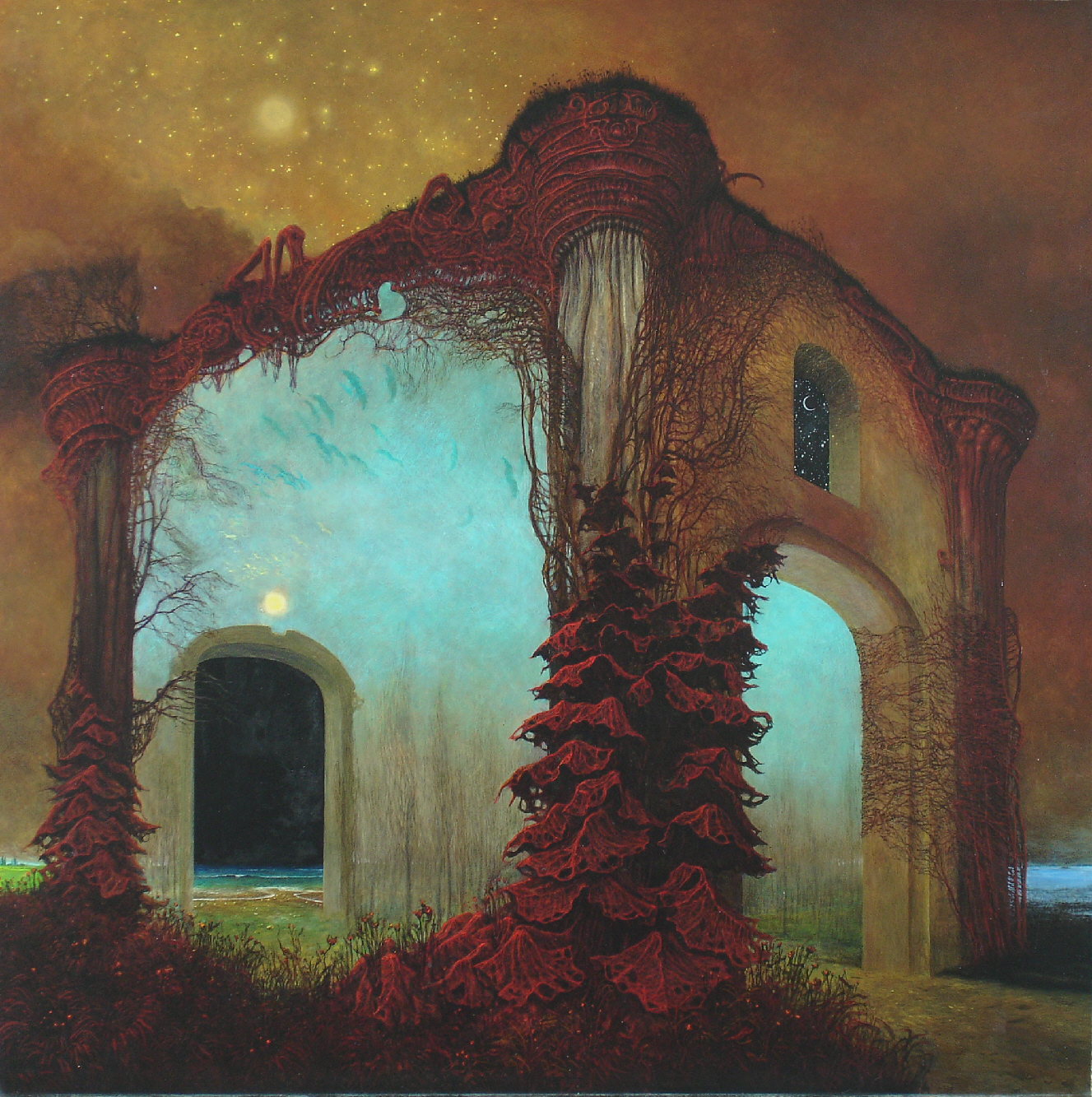
AA78 av Zdzisław Beksiński 1978.